# 黃俯花綬草
黃俯花綬草（學名：Spiranthes ochroleuca）是蘭科綬草屬的一种植物，分布於从加拿大东南部至美国东部的地区。

## 外部链接

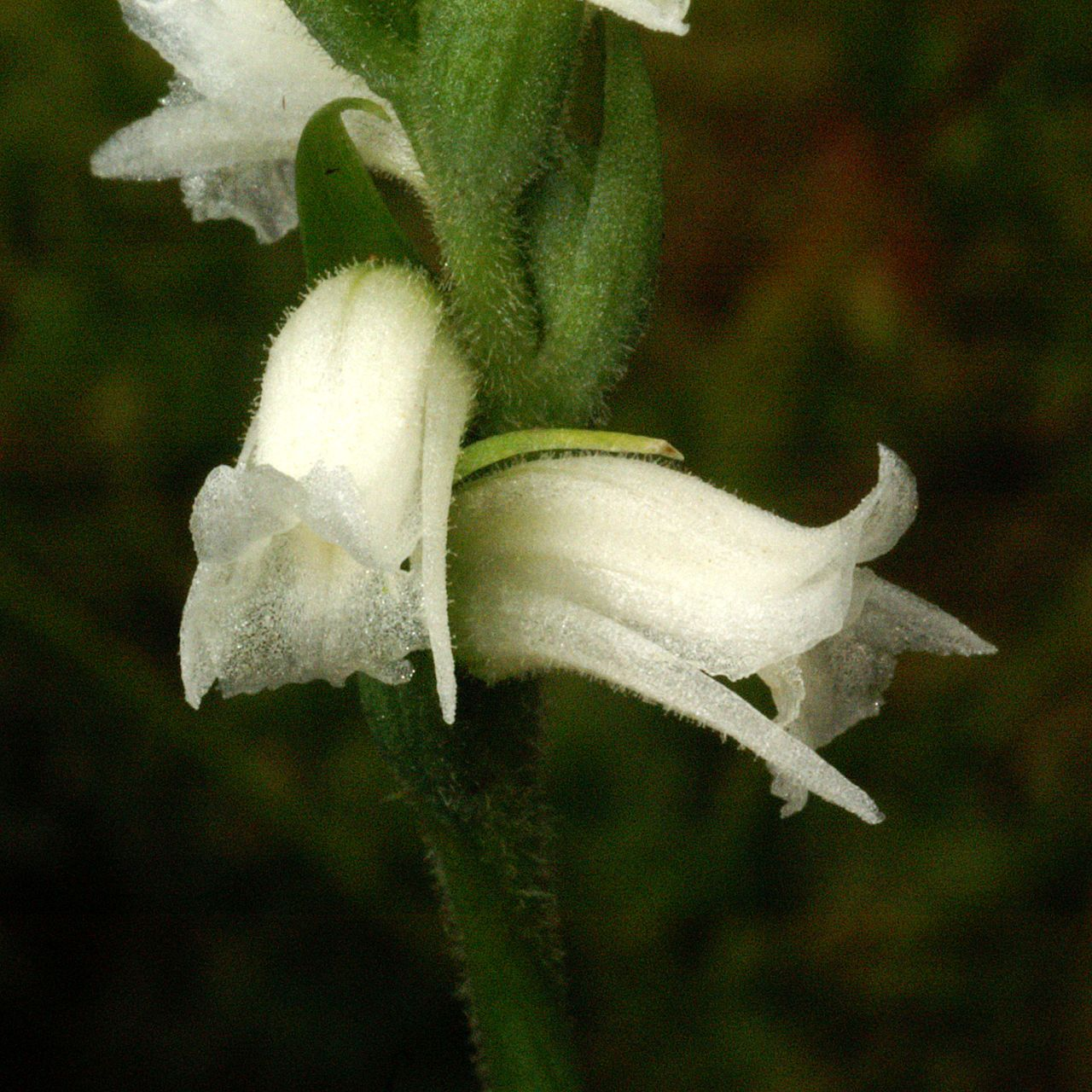
小花